# 377 Kampanija
377 Kampanija (mednarodno ime je 377 Campania) je asteroid, ki po Tholenu kaže lastnosti dveh tipov asteroidov tipa P in tipa D oziroma  Ch (po SMASS) v asteroidnem pasu. 

## Odkritje
Asteroid je odkril francoski astronom Auguste Charlois ( 1864 – 1910) 20. septembra 1893 v Nici. Asteroid je poimenovan po Kampaniji, deželi v Italiji

## Lastnosti
Asteroid Kampanija obkroži Sonce v 4,41 letih. Njegova tirnica ima izsrednost 0,071, nagnjena pa je za 6,680° proti ekliptiki. Njegov premer je 91,05 km .